# Фрідріх Штефан
Фрідріх Карл Гергард Штефан (нім. Friedrich Karl Gerhard Stephan; 26 січня 1892, Данциг — 5 червня 1945, Лайбах) — німецький воєначальник, генерал-лейтенант вермахту. Кавалер Німецького хреста в золоті.

## Біографія
Син оберста Фрідріха Штефана і його дружини Ванди, уродженої Геншке. 2 березня 1911 року поступив на службу в Імперську армію. Учасник Першої світової війни. Після демобілізації армії залишений у рейхсвері. 31 липня 1927 року звільнений у відставку. 1 жовтня 1933 року повернувся в рейхсвер як цивільний співробітник (офіцер земельної оборони). З 1 жовтня 1934 року — на дійсній службі.
З 26 серпня 1939 року — командир 467-го піхотного полку, з 24 січня по 26 лютого 1942 року — 267-ї піхотної дивізії. З 18 січня по 12 лютого 1943 року проходив курс командирів дивізій. 8 червня 1943 року відправлений у резерв ОКГ. З 18 грудня 1943 року — офіцер для особливих доручень при командувачі вермахту в райхскомісаріаті Остланд. З 18 березня 1944 року — комендант цитаделі Лунинець. З 9 серпня 1944 року — керівник штабу підготовки піхотної дивізії «Гросс-Борн». З 29 серпня 1944 року — комендант Белграда. З 28 квітня 1945 року — командир 104-ї єгерської дивізії. Потрапив у полон до югославських партизанів і 5 червня 1945 року розстріляний без суду і слідства разом із Густавом Феном, Вернером фон Ердманнсдорффом і Гайнцем Каттнером.

## Сім'я
24 серпня 1927 року одружився з Маргаритою Поль. В 1928 році народилась дочка. 21 серпня 1936 року пара розлучилась.

## Звання
- Лейтенант без патента (2 березня 1911) — одержав патент 2 червня 1911 року.
- Обер-лейтенант (18 серпня 1916)
- Гауптман (1 червня 1923)
- Майор на дійсній службі (1 жовтня 1934)
- Майор служби комплектування (5 березня 1935)
- Оберст-лейтенант (1 квітня 1937)
- Оберст (1 січня 1939)
- Генерал-майор (1 серпня 1942)
- Генерал-лейтенант (21 січня 1943)

## Нагороди
- Залізний хрест 2-го і 1-го класу
- Почесний хрест ветерана війни з мечами
- Медаль «За вислугу років у Вермахті» 4-го, 3-го і 2-го класу (18 років)
- Застібка до Залізного хреста
  - 2-го класу (1 червня 1940)
  - 1-го класу (24 червня 1940)
- Німецький хрест в золоті (12 січня 1942)
- Медаль «За зимову кампанію на Сході 1941/42» (10 серпня 1942)